# Ford Gyron
El Ford Gyron era un gyrocar futurista de dos ruedas que se mostró por primera vez al mundo en 1961 en el Salón del Automóvil de Detroit como un automóvil conceptual diseñado por Syd Mead. Una rueda estaba en la parte delantera y la otra en la parte trasera como una motocicleta y el automóvil estaba estabilizado por giroscopios. Los dos ocupantes del vehículo estaban sentados uno al lado del otro y, cuando el vehículo estaba parado, aparecían dos patas pequeñas desde los costados para sostenerlo. El vehículo fue creado con fines de investigación y comercialización, sin intención de ponerlo en producción.
- Datos: Q5467801